# Saison 2 de The L Word
Chronologie
Saison 1 Saison 3
La deuxième saison de The L Word a été diffusée sur la chaîne de télévision Showtime et compte 13 épisodes.

## Épisodes

### Épisode 1:Libido
- États-Unis : 20 février 2005

- Arianna Huffington (elle-même)
- Tygh Runyan (Gene Feinberg)
- Matty Finochio (Staffer)
- Brenda Crichlow (Loan Officer)
- Nina Pousette (serveuse)
- Debra Donohue (Diner)
- Lydia Castro (femme)
- Angela Bohn (femme)
- Alison Matthews
- Cassandra Sawtell (Jane - âgée de 8 ans)
- Luciana Carro (Lisa)
- Gena Vazquez (danseuse)

### Épisode 2:Luxure
- États-Unis : 27 février 2005

- Derek de Lint (Manfredi Ferrer)
- Chris William Martin (Hunter Kirby)
- Jill Christensen (Claybourne)
- Rosette Sharma (Wedding Guest)
- Luvia Petersen (Dax)
- Barclay Hope (Bert Gruber)
- Fabrice Grover (Aaron Engleberg)
- Michael Hogan (Irwin Fairbanks)
- Holly Ferguson (Claudia)
- Lois Anderson (Margaret)
- Stacy Fair (Nora)
- Kirsten Alter (Dawn )
- Crystal Lowe (Cocktail Waitress)
- Dena Robb (Stripper)
- Francine Cohen (Stripper)
- Graeme Duffy (Counter Clerk)
- Debora Cohn (Organ Member)
- Shelby Stocks (Organ Member)
- Katie Ritchie (Organ Member)
- Ashley Webber (Organ Member)
- Genoa Smith (Organ Member)
- Gina Doty (Nelly)
- Marsha Regis (Maria)

### Épisode 3:Lâcheté
- États-Unis : 6 mars 2005

- Chris William Martin (Hunter Kirby)
- Barclay Hope (Bert Guber)
- Gary Jones (Eric Beener)
- Samantha Kaine (Vanessa )
- Michael Karl Richards (Roman Brown)
- Peter Shinkoda (Bryan Karikawa - Subaru Rep)
- Fabrice Grover (Aaron Engleberg)
- Tony Abatemarco (Mad Man)
- Alyson Palmer (BETTY Member)
- Amy Ziff (BETTY Member)
- Elizabeth Ziff (BETTY Member)
- Ted 'Mino' Gori (BETTY Member)
- Ted Salvatore (BETTY Memeber)

### Épisode 4:Locatrices
- États-Unis : 13 mars 2005

- Mimi Kuzyk (Isabel)
- Camryn Manheim (Veronica Bloom)
- Charles S. Dutton (Dr. Benjamin Bradshaw)
- Kea Wong (Feef)
- Michael Tayles (Ewan)
- Meg Roe (Deena)
- Leslie Jones (Volunteer)
- Randall Barkman (Ferret Man)
- Brent Clark (Gavin)
- Mike Dopud (First A.D.)
- Marnie Robinson (Second A.D.)
- Sarah Lind (Alyssa Neros)
- Matt McInnis (Veronica's Assistant )
- Julie Patzwald (Sally)
- Zoran Vukelic (Orlando)
- Tina Milo Milivojevic (Serbian Translator)
- Joe Towne (Chris)
- Gina Holden (Twink)
- Audra Ricketts (Baby Dyke)
- Heather Douglas (Baby Dyke)
- Daniela Buzzi (Nanny)

### Épisode 5:Lacis
- États-Unis : 20 mars 2005

- Camryn Manheim (Veronica Bloom)
- Charles S. Dutton (Dr. Benjamin Bradshaw)
- Ruth Nichol (Dotty)
- Terence Kelly (Phil)
- Jeff Ellingson (Veronica's Assistant)
- Kyle Downes (Aaron Sanborn )
- Alisen Down (Priscillia)
- Bruce James (Mark)
- Monique Ganderton (Woman in Stairwell)
- Josephine Jacob (Cute Girl)
- Wendy Morrow Donaldson (Mother)
- Kim Paris (Teenage Daughter Freak)
- Sefton Fincham (Teenage Son Freak)
- Gina Doty (Nelly)
- Marsha Regis (Maria)
- Cameron MacDonald (Director)
- Hal Myshrall (Fetish Night Bouncer)

### Épisode 6:Lancinante
- États-Unis : 27 mars 2005

- Melissa Rivers (Herself)
- Chris William Martin (Hunter Kirby)
- Charles S. Dutton (Dr. Benjamin Bradshaw)
- Heather Douglas (Baby Dyke)
- Leanne Adachi (Baby Dyke)
- Stefanie von Pfetten (Kelly)
- Vangelis Stolidis (Handsome Man)
- Bob Glouberman (Older Man)

### Épisode 7:Lumineux
- États-Unis : 3 avril 2005

- Camryn Manheim (Veronica Bloom)
- Melissa Leo (Winnie Mann)
- Chris William Martin (Hunter Kirby)
- Warren Christie (Leo Herrera)
- Fabrice Grover (Aaron Engleberg)
- Cobie Smulders (Leigh Ostin)
- Camille Sullivan (Valerie Goins)
- Samantha Ferris (Meryl Rothman)
- Sharon Isbin (Herself)
- Alyson Palmer (Herself)
- Tamiko Whitsett (Pat)
- Christine Lippa (Woman at Party)
- Sarah Penikett (Twin)
- Stephanie Penikett (Twin)
- Mackenzie Gray (Venus de Myler )
- Sophie Holt (Dee Dee Steinberg)
- Ona Grauer (Sandy)
- Matt McColm (Bouncer)
- Danny Wynands (Bouncer )
- Elias Lucero (Little Boy)
- Jordan Medina (Little Girl)
- Kyle Downes (Aaron Sanborn )

### Épisode 8:Loyauté
- États-Unis : 10 avril 2005

- Tony Goldwyn (Burr Connor)
- Melissa Leo (Winnie Mann)
- Sara Botsford (Allen Barnes)
- Guinevere Turner (Gabby Deveaux)
- Christopher Shyer (Rod Sebring)
- Brendan Penny (Young PA)
- David Richmond-Peck (Eric Sonnenberg)
- Michelle Harrison (Mara Atwood)
- Dion Luther (Real Estate Agent)
- Warren Christie (Leo Herrera)
- Pablo Coffey (Priest)
- Sarah Hayward (Mimi)
- Guy Demong (Engineer)
- Cameron MacDonald (Director)

### Épisode 9:Latitude
- États-Unis : 17 avril 2005

- Tony Goldwyn (Burr Connor)
- Camryn Manheim (Veronica Bloom)
- David Richmond-Peck (Eric Sonnenberg)
- Tammy Hui (Assistant)
- Graem Beddoes (Ryan)
- Agam Darshi (Waitress)
- Mikela Jay (Iris )
- Lori Ann Triolo (Curator )
- Kelly-Ruth Mercier (Go-Getter)
- Roy Duquette (Burr's Trainer)

### Épisode 10:La croisière s'amuse
- États-Unis : 24 avril 2005

- Katy Selverstone (Phoebe Sparkle)
- Sara Botsford (Allen Barnes)
- Charles S. Dutton (Dr. Benjamin Bradshaw)
- Ossie Davis (Melvin Porter)
- Amy Ziff (Herself - Cellist)
- Shawn Colvin (Herself)
- Torie Osborn (Herself)
- Joy Walker (Girl #1)
- Kelly Parks (Girl #2)
- Sylvia Rhue (Owl)
- Angela Uyeda (Sales Clerk)
- Ron Selmour (Security Guard)
- Tosca Baggoo (Security Guard)
- Saskia Gould (Mark's Club Date)
- Jeremy Crittenden (Customer)
- Rose Bryant (Dancer)
- Valerie Murphy (Girl in Airport)
- Rose Sias (Seminar Attendee)

### Épisode 11:Libres et Fières
- États-Unis : 1er mai 2005

- Ossie Davis (Melvin Porter)
- Andrew Francis (Howie Fairbanks)
- Jenn Forgie (Aimee)
- Cobie Smulders (Leigh Ostin)
- Heather Douglas (Girl with Shane)
- Gina Stockdale (Tipsy Woman)
- Eric Breker (Doctor)
- Linda Ko (Shelly Greenlee)
- Heather Doerksen (Woman with Clipboard)
- Stephen Aberle (Orthodox Man)
- Iris Paluly (Orthodox Woman)
- Omar Forrest (Hot Buff Guy )
- Tyler Johnston (Boy #1)
- Jeremy Kulyk (Boy #2)
- Marco Galvani (Boy #3)
- James Pizzinato (Boy #4)
- Carrie Fleming (Teaser Woman )
- Brad Dryborough (Man On All Fours)
- Cyrcee Perreault (Woman Whipping)
- Brandon Arron (Man on Sling)
- Bruce Carmichael (Man on Sling)
- Hal Myshrall (Fetish Night Bouncer)
- Adam Thomas (Gregory)
- Gena Vazquez (Dancer)

### Épisode 12:Lutte
- États-Unis : 8 mai 2005

- Ossie Davis (Melvin Porter)
- Ryan Jefferson Booth (Moving Man )
- Linda Ko (Shelly Greenlee)
- Cobie Smulders (Leigh Ostin)
- Jenn Forgie (Aimee)
- Don Thompson (Victor)
- Sonya Salomaa (Emma )
- Emily Holmes (Lola)
- Peaches (Herself)

### Épisode 13:Lacune
- États-Unis : 15 mai 2005

- Melissa Leo (Winnie Mann)
- Gloria Steinem (Herself)
- Warren Christie (Leo Herrera)
- Georgia Craig (Resident Nurse)
- Catherine Lough Haggquist (Davina)
- Colin Lawrence (David)
- Mark Oliver (Waiter)
- Cobie Smulders (Leigh Ostin)
- Lucia Rijker (Dana's Trainer)
- Kinnie Starr (Herself)
- Cassandra Sawtell (Jenny - Age 8)
- Tyler Johnston (Boy #1)
- Jeremy Kulyk (Boy #2)
- Marco Galvani (Boy #3)
- James Pizzinato (Boy #4)
- Benjamin B. Smith (Boy #5 )
- Amy Ziff (Herself)
- Elizabeth Ziff (Herself)
- Ted 'Mino' Gori (Himself - BETTY Member)
- Ted Salvatore (Himself - BETTY Member)
- Nancy Wilson (Herself)
- Ann Wilson (Herself)
- Alyson Palmer (Herself)
- Debbie Shair (Herself )
- Michael Inez (Himself)
- Craig Bartock (Himself - Heart Member)
- Tom Pickett (Gospel Choir)
- Lovie Eli (Gospel Choir Member)
- Marcus Mosely (Gospel Choir Member)
- Candus Churchill (Gospel Choir Member)
- Will Sanders (Gospel Choir Member)
- Nadine States (Gospel Choir Member)
- Kris Pope (Emile)
- Klodyne Rodney (Klodyne)
- Ian Thompson (LA Bus Driver)